# Adrian Myhr

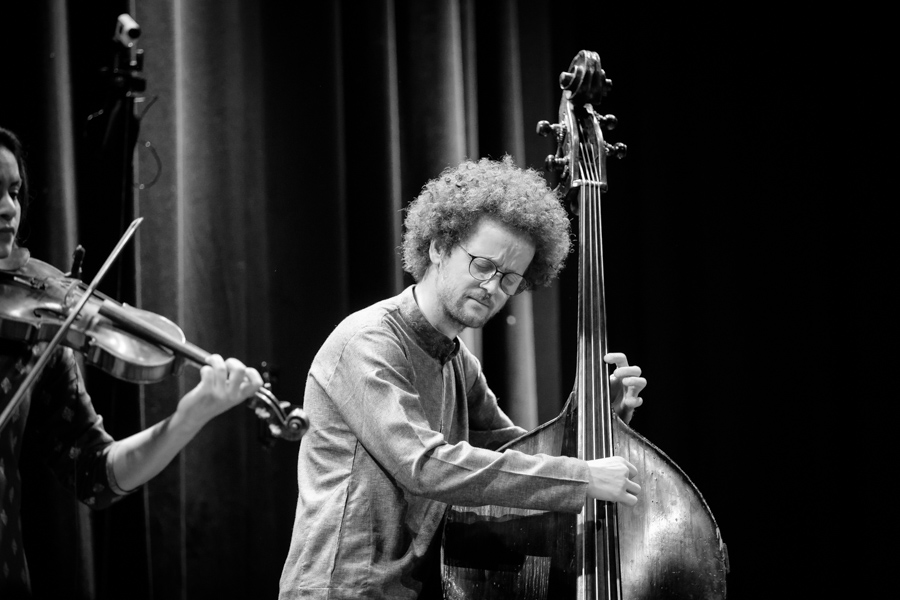
Adrian Fiskum Myhr (2017)

Adrian Fiskum Myhr (* 1984) ist ein norwegischer Jazzmusiker (Kontrabass, E-Bass, Komposition).

## Leben und Wirken
Myhr stammt aus Trondheim und arbeitet seit den frühen 2000er-Jahren in der norwegischen Jazzszene; erste Aufnahmen entstanden 2010 mit dem Vojtěch Procházka Trio (Amoeba's Dance). In den folgenden Jahren spielte er in Bands und Ensembles wie dem Arrigo Cappelletti Quintet, Tobias Lindstad Collective, Carlo Maria Nartoni Norwegian Trio, Johan Lindvall Trio, Lars Jakob Rudjord Ensemble und im Dag Magnus Narvesen Octet. Mit Torstein Lavik Larsen, Fredrik Rasten und Jan Martin Gismervik bildete er das Quartett Oker, mit dem er mehrere Alben vorlegte. Weiterhin gehörte er zu Gruppen wie Dr. Kay & his Interstellar Tone Scientsits, Whirl, Pet Zoo, Doneda/Myhr und DaMaNa. Außerdem bildete er mit Jonas Cambien das Duo Simsikina.
Mit Kokong (norwegisch für Kokon) legte  Myhr 2024 sein Debütalbum vor. Beteiligt waren der Geiger und Langeleik-Spieler Rasmus Kjorstad und der Schlagzeuger, Perkussionist und Harmoniumspieler Jan Martin Gismervik (der mit Myhr in Oker spielte).
Myhr spielt hauptsächlich Musik in den Genres Jazz und Improvisationsmusik, aber auch Weltmusik (mit den Gruppen Bansal Band, Javid Afsari Rad Ensemble, ComboNations, Majaz und Norwegian World Orchestra), Countrymusik (mit der Gruppe Magnus Wiiks Humdinger) und Popmusik (mit den Gruppen Racing Heart, Avind, Margaret Berger und Silya). Im Bereich des Jazz war er laut Tom Lord zwischen 2010 und 2021 an zwölf Aufnahmesessions beteiligt, auch mit Jonas Cambien und Kim Myhr.

## Diskographische Hinweise
- iSkrap / Adrian Myhr: Nonfigurativ Musikk 10 (2015)
- Jonas Cambien, Adrian Myhr: Simiskina (Clean Feed Records, 2018)
- Michaela Antalová, Adrian Myhr: Zvony (Hevhetia 2021)
- Johan Lindvall Trio: End (Jazzland, 2024, mit Andreas Skar Winther).[4]
- Michaela Antalová & Adrian Myhr: Sing Nightingale (mappa 2024)